# Humières
Humières ist eine französische Gemeinde mit 207 Einwohnern (Stand 1. Januar 2022) im Département Pas-de-Calais in der Region Hauts-de-France. Sie gehört zum Arrondissement Arras und zum Kanton Saint-Pol-sur-Ternoise.

## Lage
Die Gemeinde Humières liegt im Artois, auf halbem Weg (jeweils etwa 45 Kilometer Entfernung) zwischen Arras und dem Seebad Berck. Nachbargemeinden von Humières sind Humerœuille im Norden, Bermicourt im Nordosten, Pierremont im Osten, Beauvois im Südosten, Œuf-en-Ternois im Süden, Noyelles-lès-Humières und Willeman im Südwesten sowie Éclimeux im Nordwesten.

## Bevölkerungsentwicklung
| Jahr                       | 1962 | 1968 | 1975 | 1982 | 1990 | 1999 | 2006 | 2014 | 2022 |
| Einwohner                  | 271  | 248  | 224  | 243  | 219  | 232  | 234  | 215  | 207  |
| Quellen: Cassini und INSEE |      |      |      |      |      |      |      |      |      |

## Sehenswürdigkeiten
- Kirche Saint-Martin
- Schloss Humières, Monument historique[1]
- Wasserturm

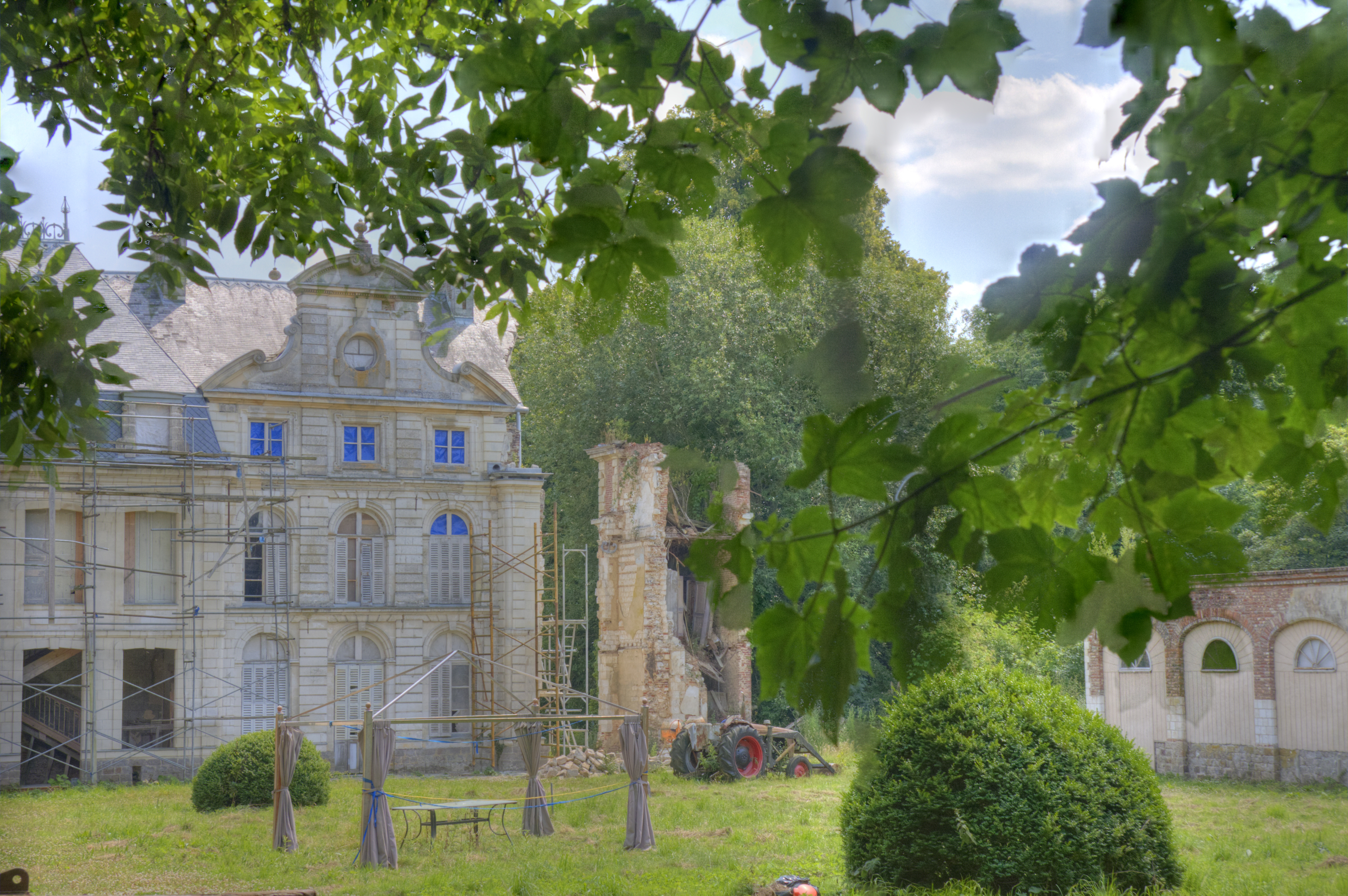
Schloss

## Belege
1. ↑  Eintrag in der Base Mérimée des Kulturministeriums (französisch)